# Jimmie Rivera
Jimmie Ernesto Rivera, född 29 juni 1989 i Passaic, är en amerikansk MMA-utövare som sedan 2015 tävlar i organisationen Ultimate Fighting Championship.